# Ремонтненський район
Ремо́нтненський райо́н (рос. Ремонтненский район) — район у східній частині Ростовської області Російської Федерації. Адміністративний центр — село Ремонтне.

## Географія
Район розташований у крайній південно-східній частині області. На півночі межує із Завітинським районом, на північному заході — із Зимовніківським, на заході — із Орловським районом, на півдні та сході має кордон із Калмикією.

## Історія
Ремонтненський повіт Азово-Чорноморського краю був утворений 1926 року на місці Ремонтненського повіту Калмицької автономної області. 1937 року увійшов до складу новоствореної Ростовської області.

## Населення
Населення району становить 18641 особа (2013; 19152 в 2010).

## Адміністративний поділ
Район адміністративно поділяється на 10 сільських поселень, які об'єднують 19 сільських населених пунктів:
| Поселення                             | Площа, км² | Населення, осіб (2010) | Центр               | Населені пункти |
| ------------------------------------- | ---------- | ---------------------- | ------------------- | --------------- |
| Валуєвське сільське поселення         | -          | 1037                   | Валуєвка            | 2               |
| Денисовське сільське поселення        | -          | 820                    | Денисовський        | 1               |
| Калінінське сільське поселення        | -          | 1415                   | Велике Ремонтне     | 2               |
| Києвське сільське поселення           | -          | 1193                   | Києвка              | 2               |
| Кормовське сільське поселення         | -          | 1628                   | Кормове             | 3               |
| Краснопартизанське сільське поселення | -          | 1017                   | Краснопартизанський | 2               |
| Первомайське сільське поселення       | -          | 1900                   | Первомайське        | 1               |
| Підгорненське сільське поселення      | -          | 1290                   | Підгорне            | 3               |
| Привольненське сільське поселення     | -          | 1654                   | Привольний          | 2               |
| Ремонтненське сільське поселення      | -          | 7198                   | Ремонтне            | 1               |

### Найбільші населені пункти
| №  | Населений пункт     | Населення, осіб (2010) |
| -- | ------------------- | ---------------------- |
| 1  | Ремонтне            | 7 198                  |
| 2  | Первомайське        | 1 900                  |
| 3  | Підгорне            | 1 129                  |
| 4  | Привольний          | 1 052                  |
| 5  | Київка              | 955                    |
| 6  | Краснопартизанський | 937                    |
| 7  | Кормове             | 886                    |
| 8  | Валуєвка            | 850                    |
| 9  | Денисовський        | 820                    |
| 10 | Велике Ремонтне     | 733                    |

## Економіка
У районі розвинене сільське господарство, а саме вирощування зернових, технічних культур та тваринництво.